# オランダ東インド会社

VOCアムステルダム本社のロゴ

オランダ東インド会社の旗

オランダ東インド会社（オランダひがしインドがいしゃ、蘭: Verenigde Oost-Indische Compagnie、略称VOC。1602年 - 1799年）は、ネーデルラント連邦共和国でアムステルダム証券取引所と同時に設立された植民地会社。アメリカに植民地ニューネーデルラントを創設したが、これをオランダ西インド会社に移管したのちアジア貿易に従事していた。
世界初の株式会社といわれている。また商業活動のみでなく、条約の締結権・軍隊の交戦権・植民地経営権など喜望峰以東における諸種の特権を与えられた勅許会社であり、帝国主義の先駆けとなってアジアでの交易や植民に従事し、一大海上帝国を築いた。
資本金は約650万ギルダー、重役会は17人会と呼ばれた。これには同国の銀行のホープ商会も参加した。本社はアムステルダムに設置され、支店の位置づけとなるオランダ商館は、ジャワや平戸などに置かれた。18世紀末の1799年12月31日にオランダ政府により解散させられた。

## 歴史

### 設立までの背景
16世紀後半、スペインと対立し、同国と八十年戦争を行っていたオランダは、スペインによる貿易制限、船舶拿捕など、経済的に打撃を受けていた。
当時、東南アジアの香辛料取引で強い勢力を有していたポルトガルが、1580年にスペインに併合されていたことで、ポルトガルのリスボンなどを通じた香辛料入手も困難になっていた。こうした中、オランダは独自でアジア航路を開拓し、スペイン（と併合されていたポルトガル）に対抗する必要があった。
1595年から1597年まで、オランダは航海を通じてジャワ島のバンテンとの往復に成功を収めると、いくつかの会社が東南アジアとの取引を本格化させた。しかし、複数の商社が東南アジア進出を図ったために現地（東南アジア）での香辛料購入価格が高騰した上、本国（オランダ）で商社同士が価格競争を行ったため売却価格は下落する一方であり、諸外国との経済競争を勝ち抜く上で不安が残された。
さらに、1600年にイギリス東インド会社が設立されたことは、この懸念を深めさせた。
こうした中、ホラント州の政治家ヨーハン・ファン・オルデンバルネフェルトは1602年3月20日、諸外国の動きに対抗する為に複数の商社をまとめて連合東インド会社を設立した。
この会社は、6つの支社（カーメル・オランダ語: kamer）から構成されており、それぞれはアムステルダム、ホールン、エンクハイゼン、デルフト、ロッテルダム、ミデルブルフに置かれた。

### 設立後
設立当初は東インド（インドネシア）における香辛料貿易を目的とし、マラッカを拠点とするポルトガルや各地のイスラム諸王国と戦った。
1605年には、スラウェシ島に上陸した。
1606年、職員のウィレム・ヤンスゾーンがオーストラリア北部を調査し、交易の可能性を探ったが、撤退している。
1609年、イギリス人のヘンリー・ハドソン船長の乗るハーヴ・ミーン号により北アメリカのハドソン湾を調査し、ニューアムステルダム、ニューネーデルラントの植民地経営の足掛かりを作った。また、イギリス人の三浦按針の仲介により、江戸幕府から、プロテスタントが布教を行わないことを条件に肥前の平戸に日本支店、すなわちオランダ平戸商館を開設し、これを通じた国際貿易を幕府から許可された。
1614年には、現在のニューヨークを占領し、オランダ（ネーデルラント連邦共和国）領「ニューネーデルラント」として領土宣言をする。

### 創設者死刑後
1619年　オランダ3州のオルデンバルネフェルト、グローティウス及びホーゲルベーツの裁判で創設者オルデンバルネフェルトが死刑となる。
同年、第4代東インド総督ヤン・ピーテルスゾーン・クーン（在任1619年-23年、再任1627年-29年）が、イスラムのバンテン王国のジャワ島西部のジャカルタにバタヴィア要塞を築いてアジアにおける会社の本拠地とした。
1621年にはニューネーデルラント（現在のニューヨーク）をオランダ西インド会社に移管して、アジア貿易を趣旨にし始める。
1622年にポルトガルのアジア貿易拠点であった明朝マカオを攻撃したが敗退し、代わりに澎湖島を占拠した。しかし明に撤去を求められたため、翌年には台湾本島に安平古堡（英語: Fort Orange）を築城し、8か月間の明軍との衝突ののち1624年に講和して明の許可を得、ここをアジア貿易の拠点とした。
1623年にモルッカ諸島でアンボイナ事件が勃発し、イギリス東インド会社のイギリス商館の職員を殺害した。イギリスは東南アジアから撤退し、インドの植民地経営に専念することになり、ムガル帝国攻略に向かう転換点となった。
1628年から1629年にかけて、ジャワ島でマタラム王国がバンテン王国への進出を目指し、2度に渡ってバタヴィアに侵攻したが撃退した。
1646年に、マタラム王国と平和協定を締結し、ジャワ島でマタラム王国と独占貿易をすることになった。
また日本やタイとの交易も手がけ、中国に拠点をもつことは認められなかったが、当時無主の地であった台湾を占拠し、対中貿易の拠点とした。南アジアでは主としてセイロン島のポルトガル人を追い払い、島を支配した。日本ではカトリックとスペイン・ポルトガルのつながりに警戒感を強めていた江戸幕府に取り入り島原の乱の制圧を支援するなどして、ポルトガルの追い落としに成功、鎖国下の日本で欧州諸国として唯一、長崎出島での交易を認められた。アジアにおけるポルトガル海上帝国はオランダ東インド会社の攻勢によって没落した。
フランスは同盟国のオランダに触発されてフランス東インド会社を設立したが、オランダとの競合を避けインド貿易に専念した。
なお、オランダ東インド会社が日本に進出した時点で、すでにポルトガルが日本との貿易を行っており、オランダ側は貿易品を充分に確保できなかった。結果、オランダは「私掠」としてポルトガル船などを襲う挙に出ていた。だが、東アジアでは私掠の概念は通用せず、江戸幕府からは1621年に海賊行為を禁止する禁令を出されるなど、オランダの貿易独占が成立する以前には海賊として認識される有様であった。
スペイン、ポルトガルでユダヤ人は改宗が強制され、異端審問などでひどい扱いを受けていた。そこから追放されたユダヤ人はアムステルダムなど各地に散在。ユダヤ人は商人などが多いので、東インド会社もユダヤ人が関係している。日本からのポルトガルの排斥はその意味からも非常に重要なポイントである。
1643年、オランダ東インド会社に所属するマルチン・ゲルリッツエン・フリースは、東インド総督の命を受けて日本の東方沖にあるとされた金銀島探検のために結成された第2回太平洋探検隊の司令官として太平洋を北上し、ヨーロッパ人で初めて択捉島と得撫島を発見した。そして、それぞれスターテン・ラント(オランダ国の土地)とコンパニース・ラント(オランダ東インド会社の土地)と命名して領土宣言をした。
1643年、カンボジアに留まっていた会社員たちが惨殺され、会社は短期間の戦争の後、1670年代までにカンボジアの交易地を放棄した（カンボジア・オランダ戦争）。
1648年、八十年戦争が終わり、ネーデルラント連邦共和国がヴェストファーレン条約によりスペインから独立しオランダ黄金時代が築かれると、1652年の英蘭戦争が始まるなか、17世紀の世界最大の営利会社となった。
1660年よりオランダ東インド会社は、スラウェシ島のマカッサル西海岸でゴワ王国との戦争に突入し、1669年にコルネリス・スペルマン提督が、スルタンのハサヌディンに、オランダ東インド会社のスラウェシ島支配に関するボンガヤ条約を署名させた。
1665年から1667年にかけての第二次英蘭戦争で、バンダ諸島（東インド諸島モルッカ諸島）にあるラン島（香辛料貿易）とニューアムステルダム（毛皮貿易）の自治権と交換して獲得し、香辛料貿易（ナツメグ、クローブ等）の独占を図った。イギリスは既に種子を持ち出しており、1815年頃からモーリシャスやグレナダなどでプランテーションを開始すると、香辛料はありふれた商品となってバンダ諸島の価値は相対的に下がっていくことになった。
18世紀には3度に渡るジャワ継承戦争（1703年・1719年・1749年）や華僑虐殺事件によって、マタラム王国が四分割され、ジャワ島での支配体制も確固たるものとなった。
オランダ本国は、オランダ東インド会社が17世紀の成功によって黄金時代を迎えていた一方で、衰微の兆しが訪れていた。
17世紀半ばの3次にわたる英蘭戦争や絶対主義フランス王国との戦争で国力を消耗し、1689年にヴィレム3世がイギリス王に迎えられた後は、イギリス東インド会社に植民地帝国の座を譲り渡した。以後イギリスが大英帝国として、海上覇権を確立する事になる。
1795年にはフランス革命軍により本国を占領された。この混乱のなかで1799年12月31日、オランダ東インド会社は解散、海外植民地はフランスと対抗するイギリスに接収された。ナポレオン戦争後、オランダは無事にイギリスから返還された東インドの領域経営（インドネシア）に主として専念することになる。

## 組織構造

### 最初の株式会社
イギリス東インド会社が航海ごとに資本を集め、利益を清算していたのに対し、VOCは最初から株式を発行して多額の資本を集めていたことから、しばしば「世界最初の株式会社」と呼ばれる。
中野常男は、株式会社を特徴づける指標として、（1）全社員の有限責任制、（2）会社機関の存在、（3）譲渡自由な等額株式制、（4）確定資本金制と永続性（継続性）の4点を挙げ、オランダ東インド会社は「これら四つの指標が示す会社形態上の特質をともかく具備するに至った」ことで株式会社の起源とされた、としている。

### 17人会とカーメル
設立経緯および正式社名の「連合」の文言通り、VOCは前身となった各貿易組合の後裔である6つの支社・分社である「カーメル」の集合体だった。これは当時のオランダ、すなわちネーデルラント連邦共和国が、強力な中央政府をもたない国家連合であったことを反映して、「国家内の国家」の縮図として成立していたと言える。
このため、会計単位や経済活動の主体も各カーメルごとに分離しており、相互の財務的な連携も不十分で、統一的な会計処理は結局解散までなされなかった。
VOCの経営陣は、各カーメル出身の73人の取締役（Bewindhebbers）で発足し、定員は約款で60人と定められ、自然減を待って補充された。
最高経営機関は、構成員の人数から17人会と呼ばれていた。構成する取締役の任命権は各カーメルの活動規模および設立時の出資金の大小によって定められていた。出資金および人数の割り当ては以下のようになっていた。
| カーメル       | 出資金（単位:ギルダー） | 役員数 |
| -------------- | ----------------------- | ------ |
| アムステルダム | 3,679,915               | 8      |
| ゼーラント     | 1,300,405               | 4      |
| エンクハイゼン | 540,000                 | 1      |
| デルフト       | 469,400                 | 1      |
| ホールン       | 266,868                 | 1      |
| ロッテルダム   | 173,000                 | 1      |
| 総計:          | 6,424,588               | 16     |

最後の一人はアムステルダムを除いた他カーメルの持ち回りで任命されることになっており、アムステルダムが単独過半数を得ないようになっていた。
17人会の会合は最初は年2回、後には年3回行われるようになった。開催地は8年サイクルで決まっており、6年間アムステルダムで開催されたのち、2年間はミデルブルフで開催された。毎年、17人会では輸入する商品リストを作成し、経営に関する重要事項、配当や交易船団の規模、アジア向けの商品の量（金と銀を含む）、商品販売のためのオークションの日程と各カーメルごとの出品枠などの決定がなされていた。
17人会はその活動を支援する下部組織を持っていた。このうち、ハーグに置かれたハーグ委員会は、東インド地域との書類の往来を管理し記録するという重要な役割を担っていた。

## 会計
VOCの会計は1会社2会計システムで、本国においてはハンザ商人たちが用いていた旧来の簿記を使い、在外商館では複式簿記を採用して年次報告を行った。会社全体を見る簿記は存在せず、決算は10年単位で非公開制だった。VOCはオランダとアジアの2元体制だったため、アジア取引を統括したバタヴィアが実質上の本社的業務を行い、アジア各地の商館は支店にあたり、アムステルダムほか本国の支社はアジアで仕入れた商品を販売した。
複式簿記は、主に仕訳帳と元帳を使い、日々の財務は日記帳に記録した。支店は主力商品である香辛料帳と、現金出納帳で管理した。上級簿記係という担当がおり、簿記係や書記を統括していた。帳簿係は毎年アムステルダムの委員会に集まり、帳簿が精査された。そのため在外商館では正確な記録が求められた。アジアの商館の中では平戸および長崎商館の帳簿が分析されており、仕訳帳が精緻化していたことが確認された。

## 主要年表
- 1596年　最初のオランダ船、東インド到着
- 1600年　リーフデ号日本漂着し関ヶ原の戦いに介入
- 1602年　オランダ東インド会社設立
- 1603年
  - ジャワ島西部バンテンに商館開設
  - パタニ王国に商館開設
- 1605年　ポルトガルよりアンボイナ島を奪取
- 1608年　アユタヤに商館を建設。アユタヤはオランダ本国に外交使節派遣
- 1609年
  - 平戸オランダ商館開設[12]
  - 現在のアメリカ合衆国のニューヨークを発見し、ハドソン川流域や北西航路を探検
- 1614年　現在のニューヨークを占領し、オランダ（ネーデルラント連邦共和国）領「ニューネーデルラント」として領土宣言
- 1619年　オランダ3州のオルデンバルネフェルト、グローティウス及びホーゲルベーツの裁判（英語版）で創設者オルデンバルネフェルトが死刑となる
- 1619年　イスラムのバンテン王国のジャカルタを占領し、要塞を築いてアジアにおける本拠地を確立
- 1621年　ニューネーデルラント（現在のニューヨーク）の所管がオランダ東インド会社からオランダ西インド会社に移る
- 1623年　アンボイナ事件
- 1624年　台湾を占領し、ゼーランディア城建設
- 1641年
  - オランダ商館平戸から長崎出島に移転
  - ポルトガル領マラッカ占領
- 1642年  アベル・タスマンのテラ・アウストラリス探検隊を派遣
- 1643年  2月、マルチン・ゲルリッツエン・フリースが　択捉島と得撫島に上陸。「コンパニースラント」と命名し、領土宣言[3]。8月15日、蝦夷地（現在の北海道）の厚岸に寄港し、9月2日までの18日間滞在。
- 1648年　ヴェストファーレン条約（スペイン、オランダ独立承認）
- 1652年　南アフリカのケープ植民地設立
- 1653年　ヘンドリック・ハメルらが乗船した「スペルウェール」号が、朝鮮王朝の済州島に漂着する。
- 1656年　ポルトガル領セイロンのコロンボ占領、オランダ領セイロン成立
- 1661年　鄭成功、台湾を占領
- 1665年　第二次英蘭戦争（～67年）
- 1704年　第一次ジャワ継承戦争（～08年）
- 1719年　第二次ジャワ継承戦争戦争（～23年）
- 1740年　バタヴィアの華人反乱、虐殺
- 1749年　第三次ジャワ継承戦争戦争（～55年）
- 1760年　アユタヤ商館閉鎖
- 1795年　フランス革命軍がネーデルラント連邦共和国を占領してフランスの衛星国バタヴィア共和国が建国を宣言すると、オランダ東インド会社の経営もバタヴィア共和国に移管される
- 1797年　オランダ商館がアメリカ船とバタヴィアにて傭船契約を結ぶ
- 1799年　バタヴィア共和国のもとで解散